# Llista de monuments de Santa Margarida de Montbui
Llista de monuments de Santa Margarida de Montbui inclosos en l'Inventari del Patrimoni Arquitectònic Català per al municipi de Santa Margarida de Montbui (Anoia). Inclou els inscrits en el Registre de Béns Culturals d'Interès Nacional (BCIN) amb la classificació de monuments històrics, els Béns Culturals d'Interès Local (BCIL) de caràcter immoble i la resta de béns arquitectònics integrants del patrimoni cultural català.
| Monument                                                                                        | Protecció    | Estil/època                   | Localització                                                                       | Coordenades                                          | Codi?         | Imatge |
| ----------------------------------------------------------------------------------------------- | ------------ | ----------------------------- | ---------------------------------------------------------------------------------- | ---------------------------------------------------- | ------------- | --- |
| Castell de Montbui, o Castell de la Tossa                                                       | BCIN 1407-MH | Romànic X-XI                  | Santa Margarida de Montbui Crta. BV-2204, km 2, la Tossa de Montbui                | 41° 33′ 19″ N, 1° 34′ 47″ E / 41.555206°N,1.579858°E | RI-51-0005693 | Castell de Montbui (Santa Margarida de Montbui) · Vegeu més fotos d'aquest monument · Carregueu una nova foto d'aquest monument                  |
| Castell d'Ocelló, Castell del Saió                                                              | BCIN 1408-MH | Obra popular Medieval         | Santa Margarida de Montbui Camí rural sortint de la ctra. BV-2233 km 1, el Saió    | 41° 34′ 39″ N, 1° 33′ 44″ E / 41.577617°N,1.562328°E | RI-51-0005695 | Carregueu una nova foto d'aquest monument |
| La Casa Gran                                                                                    | BCIN 1410-MH | XVII                          | Santa Margarida de Montbui Pl. Major, 7                                            | 41° 33′ 24″ N, 1° 36′ 20″ E / 41.556709°N,1.605591°E | RI-51-0005694 | La Casa Gran (Santa Margarida de Montbui) · Vegeu més fotos d'aquest monument · Carregueu una nova foto d'aquest monument                        |
| Església de Santa Maria de la Tossa, Església de la Tossa, Església de Santa Maria de Gràcia    | 1407-MH      | Preromànic, romànic X-XI, XVI | Santa Margarida de Montbui La Tossa de Montbui                                     | 41° 33′ 19″ N, 1° 34′ 49″ E / 41.555240°N,1.580391°E | IPA-6028      | Església de Santa Maria de la Tossa (Santa Margarida de Montbui) · Vegeu més fotos d'aquest monument · Carregueu una nova foto d'aquest monument |
| Església parroquial de Santa Margarida de Montbui                                               |              | Barroc XVII                   | Santa Margarida de Montbui Pl. Major, Montbui                                      | 41° 33′ 24″ N, 1° 36′ 18″ E / 41.556545°N,1.605052°E | IPA-6030      | Església parroquial de Santa Margarida de Montbui · Vegeu més fotos d'aquest monument · Carregueu una nova foto d'aquest monument                |
| Capella de Santa Anna del Saió                                                                  |              | Romànic, barroc XI-XVIII      | Santa Margarida de Montbui Crta. BV-2233, km 1, el Saió                            | 41° 34′ 37″ N, 1° 33′ 50″ E / 41.576985°N,1.563865°E | IPA-6031      | Carregueu una nova foto d'aquest monument |
| Cal Beneficiat, o Cal Sandiumenge                                                               |              | Obra popular XVII-XX          | Santa Margarida de Montbui C. Major, 16                                            | 41° 33′ 24″ N, 1° 36′ 16″ E / 41.556697°N,1.604509°E | IPA-6032      | Carregueu una nova foto d'aquest monument |
| Cal Bas                                                                                         |              | Obra popular XIX              | Santa Margarida de Montbui C. Major, 4                                             | 41° 33′ 25″ N, 1° 36′ 17″ E / 41.556943°N,1.604732°E | IPA-6033      | Cal Bas (Santa Margarida de Montbui) · Vegeu més fotos d'aquest monument · Carregueu una nova foto d'aquest monument                             |
| Cal Guarro                                                                                      |              | Eclecticisme XX               | Santa Margarida de Montbui C. Major, 36                                            | 41° 33′ 23″ N, 1° 36′ 13″ E / 41.556425°N,1.603616°E | IPA-6034      | Carregueu una nova foto d'aquest monument |
| Escoles                                                                                         |              | Noucentisme XX                | Santa Margarida de Montbui C. Anselm Clavé, 5                                      | 41° 33′ 25″ N, 1° 36′ 12″ E / 41.557008°N,1.603339°E | IPA-6035      | Escoles (Santa Margarida de Montbui) · Vegeu més fotos d'aquest monument · Carregueu una nova foto d'aquest monument                             |
| Ateneu Cultural Recreatiu                                                                       |              | Noucentisme XX                | Santa Margarida de Montbui C. Anselm Clavé, 3                                      | 41° 33′ 25″ N, 1° 36′ 14″ E / 41.557076°N,1.603794°E | IPA-6036      | Carregueu una nova foto d'aquest monument |
| La Vinícola, Ajuntament                                                                         |              | Noucentisme XX                | Santa Margarida de Montbui Ctra. de Valls, barri de Sant Maure                     | 41° 34′ 29″ N, 1° 36′ 31″ E / 41.574717°N,1.608679°E | IPA-6037      | La Vinícola (Santa Margarida de Montbui) · Vegeu més fotos d'aquest monument · Carregueu una nova foto d'aquest monument                         |
| Can Vidal                                                                                       |              | Obra popular XIV-XVIII, XX    | Santa Margarida de Montbui Ctra. B-213                                             | 41° 32′ 27″ N, 1° 33′ 57″ E / 41.540810°N,1.565769°E | IPA-6038      | Carregueu una nova foto d'aquest monument |
| Can Vilaseca                                                                                    |              | Obra popular XVIII-XX         | Santa Margarida de Montbui Ctra. de Sta. Coloma de Queralt a Igualada              | 41° 33′ 49″ N, 1° 33′ 55″ E / 41.563699°N,1.565227°E | IPA-6039      | Can Vilaseca (Santa Margarida de Montbui) · Vegeu més fotos d'aquest monument · Carregueu una nova foto d'aquest monument                        |
| Ca n'Alemany                                                                                    |              | Obra popular XVIII-XX         | Santa Margarida de Montbui Ctra. B-213                                             | 41° 33′ 00″ N, 1° 35′ 29″ E / 41.549989°N,1.591321°E | IPA-6040      | Carregueu una nova foto d'aquest monument |
| Ca l'Amigó                                                                                      |              | Obra popular XVIII-XX         | Santa Margarida de Montbui Ctra. B-213, km 8,5, a 1.200 m                          | 41° 32′ 22″ N, 1° 32′ 27″ E / 41.539559°N,1.540801°E | IPA-6041      | Carregueu una nova foto d'aquest monument |
| La Censada                                                                                      |              | Obra popular XVII-XVIII, XX   | Santa Margarida de Montbui Ctra. B-213, km 9                                       | 41° 31′ 56″ N, 1° 32′ 26″ E / 41.532316°N,1.540665°E | IPA-6042      | Carregueu una nova foto d'aquest monument |
| Cal Cadiu                                                                                       |              | Obra popular XIX              | Santa Margarida de Montbui C. Major, 26                                            | 41° 33′ 24″ N, 1° 36′ 15″ E / 41.556539°N,1.604069°E | IPA-6043      | Carregueu una nova foto d'aquest monument |
| Creu del Maginet                                                                                |              | Obra popular XX               | Santa Margarida de Montbui Camí a Montbui i a la Font Trobada, barri de Sant Maure | 41° 34′ 34″ N, 1° 37′ 10″ E / 41.575973°N,1.619496°E | IPA-6044      | Creu del Maginet (Santa Margarida de Montbui) · Vegeu més fotos d'aquest monument · Carregueu una nova foto d'aquest monument                    |
| La Torre del Pi                                                                                 |              | Obra popular XIX              | Santa Margarida de Montbui Muntanya del Pi                                         | 41° 34′ 25″ N, 1° 36′ 52″ E / 41.573545°N,1.614570°E | IPA-6045      | Carregueu una nova foto d'aquest monument |
| Molins fariners de Can Planell o Mas del Polvo, molí del Polvo de Dalt i molí del Polvo de Baix | BCIL 2009    | Obra popular XV, XVII-XVIII   | Santa Margarida de Montbui Esquerra torrent Garrigós                               | 41° 34′ 11″ N, 1° 36′ 57″ E / 41.569697°N,1.615899°E | IPA-26443     | Carregueu una nova foto d'aquest monument |
| Molí de la Fàbrica                                                                              |              | Obra popular                  | Santa Margarida de Montbui Dreta de la riera de Tous                               | 41° 34′ 46″ N, 1° 33′ 38″ E / 41.579411°N,1.560489°E | IPA-26444     | Carregueu una nova foto d'aquest monument |
| Forn de calç de Can Torrent                                                                     |              | Obra popular XX               | Santa Margarida de Montbui Camí del Cementiri                                      | 41° 33′ 25″ N, 1° 36′ 33″ E / 41.557024°N,1.609168°E | IPA-40780     | Carregueu una nova foto d'aquest monument |